# Concordia (Antioquia)
Concordia es un municipio de Colombia, localizado en la subregión suroeste del departamento de Antioquia. Limita por el norte con el municipio de Betulia, por el oriente con los municipios de Armenia"Mantequilla", Titiribí y Venecia, por el sur con Salgar y Venecia y por el occidente con Salgar. Su cabecera dista a 95 kilómetros, por vía pavimentada, de la ciudad de Medellín, capital del departamento de Antioquia. El municipio posee una extensión de 234 kilómetros cuadrados, y una altura sobre el nivel del mar en la cabecera municipal de 2000 m.

## Generalidades
• FUNDACIÓN. 17 de diciembre de 1830. (Génesis de la historia del Municipio) 
• “SELVA VIRGEN”, Denominación del territorio antes de la colonización. 1830-1835. 
• MANUEL HERRERA. Primer colono, se estableció en el paraje “Cabildio” el 17 de diciembre de 1830. (Fecha establecida como momento de fundación del Municipio) 
• JUAN JOSÉ RESTREPO URIBE. Denominado “Fundador” de Concordia, por haber sido nombrado Juez de partido en la “Selva Virgen” en 1832, luego presidente de la junta repartidora de terrenos 
baldíos de la fracción “La Comiá” en 1837 y más tarde presidente del Cabildo abierto del distrito de “La Concordia” en 1848.  
• FRACCIÓN “LA COMIÁ”. Denominación del territorio según el Decreto del 23 de noviembre de 1835, otorgado por el Congreso Nacional, una vez efectuadas las diligencias tendientes a comprobar los baldíos nacionales y la repartición de tierras. 
• ERECCIÓN EN MUNICIPIO. Ordenanza del 3 de julio de 1848, manda crear políticamente el nuevo distrito, erigido como tal por ordenanza del 25 de septiembre de 1848 denominado “LA CONCORDIA”.  
• MUNICIPIO DE CONCORDIA: denominación actual desde 1908. 
• GENTILICIO: Concordianos 
• APELATIVO: “Balcón cívico y cultural del Suroeste Antioqueño” y “Cuna de la trova paisa”. 
• EXTENSIÓN TERRITORIAL: 231 kilómetros cuadrados. Latitud norte 6°2′58″; longitud oeste: 75°54′34″ 54 
• ALTITUD: cabecera municipal: 2000 m sobre el nivel del mar. Otros terrenos entre 500 y 1000 m. en la cuenca del río Cauca. 
• MONTAÑA MÁS ALTA: “Alto de la Abertura” a 2478 m sobre el nivel del mar. 
• TEMPERATURA PROMEDIO: 20 °C. 
• LÍMITES: por el norte con el Municipio de Betulia, por el oriente, a la otra orilla del río Cauca con los Municipios de Armenia “Mantequilla”, Titiribí y Venecia, por el occidente con los Municipios de Salgar y Betulia. 
• FERIAS Y FIESTAS: Fiestas de La Concordia y la arriería, feria de la antioqueñidad, altar de San Isidro, fiestas patronales a la Virgen de la Merced, feria de café de altura.

## Historia

### Poblamiento Indígena

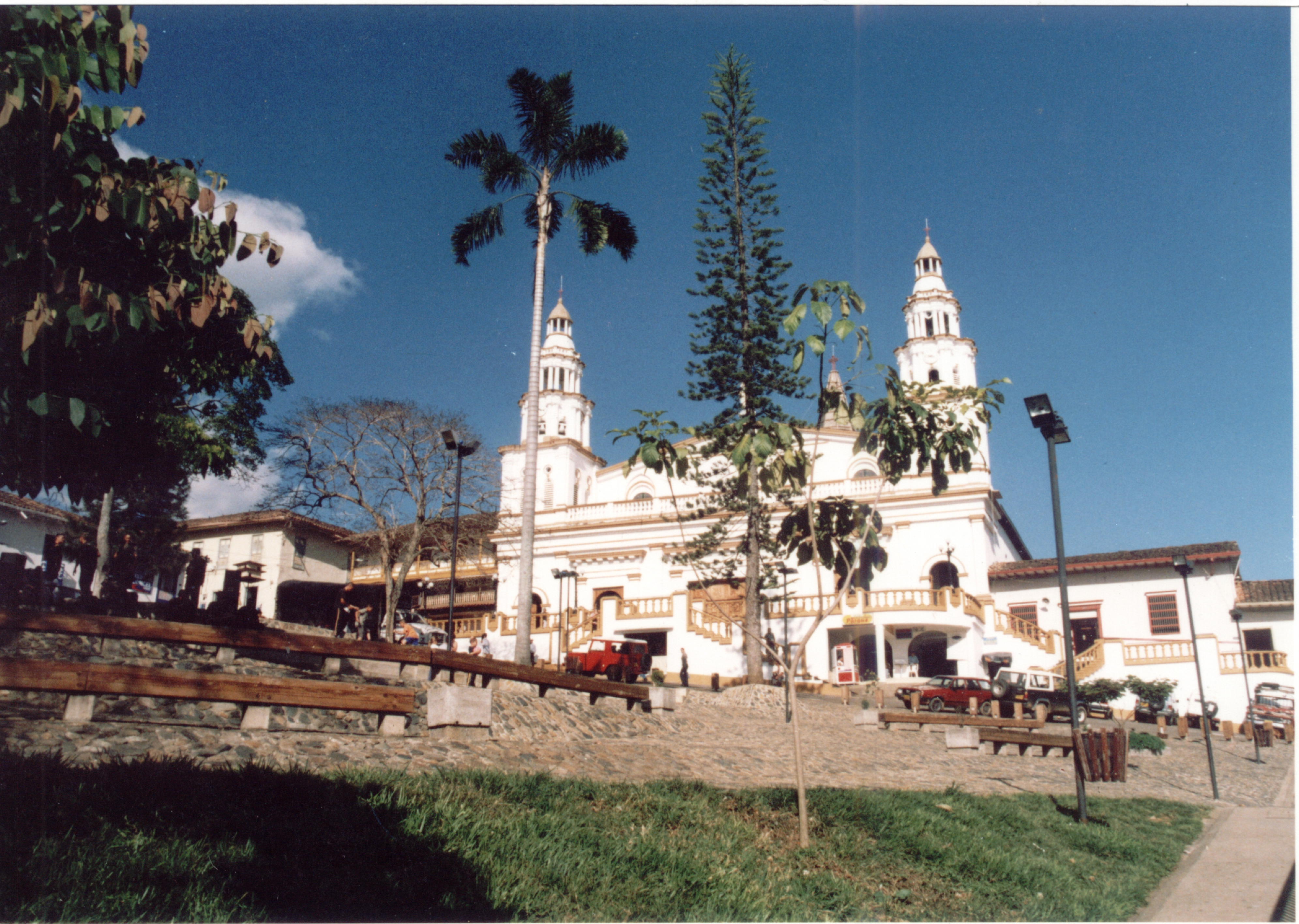
Parque principal, al fondo Iglesia de Nuestra Señora de las Mercedes.

Los hallazgos cerámicos encontrados por guaqueros en estos suelos permiten explorar algunos aspectos de la vida del poblamiento indígena que habitó en la jurisdicción del actual municipio de Concordia. En ciertos sectores, se han localizado piezas de cerámica representativas del estilo marrón-inciso, el cual está relacionado por los antropólogos con la orfebrería de la era quimbaya clásica. También se han hallado otros tipos de cerámica que pueden corresponder al periodo comprendido entre los siglos VIII y XVI, durante el momento de la conquista española. Este análisis se sustenta en el hallazgo de objetos menos elaborados, asociados a un poblamiento tardío que se dio en la cuenca del río Cauca, el cual se diferencia de otros por la forma de sus vasijas y la función que estas desempeñaron en la comunidad. Estas vasijas son más burdas en su fabricación y asimétricas, lo que marca una notable diferenciación con el estilo marrón-inciso, que presenta formas simétricas bien definidas. Las tumbas eran construidas por los indígenas como albergue para una vida después de la muerte. En una de ellas, excavada por guaqueros de la región en el "Alto del Venado" o "Loma del Perico", ubicada a ocho kilómetros al nordeste de la cabecera municipal, se encontraron vasijas burdas con bordes revestidos, asas pequeñas de tamaño regular que se asemejan a tazas mal elaboradas, así como fragmentos de estas. Por su tamaño, es probable que estas vasijas hayan sido utilizadas más por su funcionalidad que en ritos funerarios. 
Los objetos recuperados de la sepultura corresponden al periodo fechado entre los siglos X y XVI de nuestra era. 
“…excavaron una estructura funeraria de pozo con dos cámaras laterales opuestas, en la que se encontraron un completo ajuar funerario consistente de 174 piezas: 46 líticos entre manos de moler y hachas de roca partida, 81 volantes de huso decorados 54 en buen estado, 23 fracturados, 1 lítico; 2 fragmentos de volante de huso; 7 cuencos decorados con pintura roja, dos de ellos quebrados, pero con todas sus partes; 6 tazas pequeñas, 2 fracturadas; 1 vasija sub globular de boca y borde sencillo; 2½ vasijas globulares enteras, erosionadas y algunas 4 fracturadas; 1 fragmento de vasija globular con asa y decordo” 
Además de estos elementos, la tumba excavada contenía huesos humanos, 14 narigueras, un metate (piedra de moler) y numerosos objetos que no fueron incluidos en el inventario. Esta tumba corresponde al modelo hipogeo profundo, un estilo de enterramiento que se encuentra en toda la cuenca del río Cauca. Este estilo presenta variantes en la profundidad y en el tipo de cámaras utilizadas por los indígenas en los diferentes enterramientos, de acuerdo con el rango social. Las tumbas son trabajadas en forma cónica, cuadrada o rectangular.
La tumba excavada consistía en un pozo profundo 4,5 m rectangular, 1,2x.40 en el fondo, iniciando con una mancha pardo-oscura amorfa… hasta determinar su forma al metro de 
profundidad aproximadamente, empezaron a aparecer volantes de huso, que a medida que se fue ahondando en la excavación fueron señalando entradas. El pozo de acceso es más bajo que las plantas 
de las cámaras unos 40 o 50 cm y en el piso se encontraron algunos volantes de huso y fragmentos de vasijas. La entrada a la cámara estaba cubierta de tierra suelta hasta la parte superior del cono, cubriendo los diferentes entierros. La planta de la cámara es de forma elipsoidal con protuberancias en dirección al pozo, al lado de la entrada, el diámetro mayor es de 3.6 m y el diámetro menor de unos 2,20 m, la altura de la cámara cónica es de unos 2 m en su techo y no se diferenciaron pinturas o tallados” 
En cuanto a las tumbas con cámaras laterales de pozo, estos grupos se caracterizaron 
por realizar enterramientos en colinas y cuchillas con poca profundidad, así como por tener nichos en las paredes donde se depositaban cerámicas burdas y sencillas pertenecientes difunto. Los volantes al de huso localizados en la estructura funeraria y en los campos de cultivo cercanos eran considerados de poco valor por los agricultores, quienes, debido a su forma aerodinámica, los lanzaban al viento como parte de un juego. El volante de uso es un instrumento indígena asociado al tejido, utilizado en un proceso que convierte la materia prima en hilos delgados y finos. El huso se compone de una vara delgada y cónica, que presenta en uno de sus extremos una pequeña entalladura en forma de gancho, lo que permite sujetar el hilo. En el otro extremo, lleva un objeto denominado volante de huso, que funciona como pesa y facilita el movimiento rotatorio necesario para la transformación de la fibra. 
Para la fabricación de los volantes de huso, los indígenas utilizaron diversos materiales, como semillas transformadas, piedras y cerámica. Estos volantes eran elaborados de manera simple, con un volumen esférico y una perforación central. A diferencia de otros, que eran más labrados y decorados, presentaban diferencias en tamaño y peso que pueden corresponder a la búsqueda de un mayor rendimiento funcional. En su decoración, se encuentra una gran variedad de estructuras estampadas o incisas, que podrían reflejar la visión cósmica que las comunidades tenían del 
mundo. Otros elementos que componían el ajuar funerario de la cámara de pozo localizada en la "Loma del Venado" estaban representados por vasijas hechas de piedra, cuencos cerámicos y una nariguera. El oro no fue ajeno al poblamiento indígena del territorio de Concordia; en el municipio se ha desarrollado una gran actividad de guaquería en busca de alhajas que contienen las sepulturas. Por tradición popular, se cree que el "Alto del Venado" debe su nombre a una gran guaca excavada en él por los primeros colonos que se asentaron en la década de 1830. Allí hallaron un venado de oro macizo y una variedad de objetos cerámicos encontrados en los cortes realizados para la apertura de caminos, elementos que corresponden al poblamiento tardío del estilo cerámico marrón-inciso. También se han localizado vestigios en el “Cerro del Rumbadero”, en la vereda “Las Ánimas”, un territorio rico en muestras cerámicas; en la vereda “La Tarquí” en los límites con Salgar, hay gran variedad de depresiones como cementerio indígena. En el sector aún existen vestigios de antiguos caminos precolombinos 
como señal de su poblamiento. “…quedan aún como restos de la vida indígena en este territorio 
señales de antiguos caminos y algunas fosas en donde los aborígenes se hacían sepultar con sus riquezas. De estas han sido excavadas algunas sumamente ricas, entre ellas, dos de donde se extrajeron diez libras de oro fino, en la loma de Pueblo Rico, 46 denla misma calidad, con 25 y 3 cuartos de oro bajo, en la segunda. Las alhajas extraídas de estos depósitos representan argollas,
guerra. Los instrumentos de trabajo están representados por lanzas, flechas, cerbatanas, picos, hondas y tiraderas de chonta negra bien trabajadas, así como hachuelas de piedra cortantes y punzantes.
Derriban los bosques mediante el uso del fuego y, para la siembra, utilizan como instrumentos palos agudos y regatones de piedra. Cultivan variedades de maíz, frijol, yuca, mafafa, arracacha, 
ahuyama, cidrayota y palma de corozo para extraer aceite. También cultivan papaya, piña, granadilla y achiote, cuyas semillas utilizan para obtener colorante. Tienen amplios conocimientos sobre 
plantas medicinales, que son empleadas en ceremonias por los chamanes. Frente a la muerte, guardan el concepto de inmortalidad con la esperanza de encontrar vida más allá de la sepultura. Creen en un dios bueno llamado "ABIRA", encargado de la creación y el ordenamiento del universo, así como en una fuerza maligna llamada "CUNICUBA", a la que rinden tributo sin realizar sacrificios humanos para evitar maleficios. De acuerdo con su cosmovisión, también adoran a los astros y a los fenómenos de la naturaleza, representados en figuras zoomorfas y antropomorfas. “Los Catíos cuentan que, cuando el mundo aún era joven, vivió entre ellos, desde el comienzo de los tiempos, una bellísima mujer llamada DABEIBE o DABEIBA, quien durante muchos años se dedicó a enseñar a su pueblo diversas habilidades. Tomaba bejucos y hojas con sus manos y tejía canastos, esteras y abanicos para avivar el fuego. Observaba con paciencia cómo los hombres aprendían y los corregía cuando se 
equivocaban, hasta que los tejidos quedaban bien hechos. Tomaba la greda, la mezclaba con agua y hacía vasijas, platos, ollas y muchas otras cosas; así fue como los alfareros conocieron su oficio. Mostró a los Catíos cómo debían pintarse el cuerpo y elegir los colores: el rojo del achiote, el amarillo de la piña y el azabache de la jagua. Con el tallo del huito les enseñó a teñir los dientes. También les impartió el sabor de algunas plantas, como el amargo del cacao y el agridulce del mamoncillo. Cuando
Los Catíos buscan, recogen, explotan y trabajan el oro para sus joyas y adornos con una perfección relativa. Conocen la liga para soldarlo, lo funden, lo forjan y por medio de instrumentos de pedernal que imitan bruñidores, cinceles, buriles y martillos lo modelan para su ornamentación. La cerámica o arte de modelar la tierra la usan para fabricar utensilios de uso domésticos, representan en ellos figuras de ranas, águilas, caimanes y lagartos con no poca similitud a objetos de los antiguos egipcios vistos en los museos de arqueología. Parece que no conocen el arte de la escritura, lo que no puede afirmarse, pues los guaqueros han extraído planchas de oro y tabletas de tierra con caracteres enigmáticos, que acaso tuvieron entre ellos alguna convencional". 

### Descubrimiento y conquista del territorio
En el caso de Concordia, no se dispone de información precisa sobre el proceso de descubrimiento y conquista del territorio durante la primera mitad del siglo XVI, ni descripción alguna de los habitantes del cañón del río Cauca en esta zona. Además, no se puede ubicar con precisión quienes ocuparon la franja territorial que corresponde actualmente al municipio.
Aun así, en la "Historia general y natural de las Indias" se hace referencia a la expedición de Juan Vadillo y Francisco César, que partió en 1538 y recorrió parte de la franja izquierda del río Cauca hasta llegar a la desembocadura del río "Corid", que algunos consideran que es el río San Juan. También se alude a la región de manera general durante la época del descubrimiento y la conquista.
“…avía en aquel lugar mucho trato de sal, é desde allí fueron a otro pueblo que se dice Meotagoso, alias Noquita, donde ovieron ciertas guazábaras e encuentro con los indios. E pasaron aunque les pasó a los contrarios, adelante en demanda de ciertas sepulturas ricas, …e pasaron por una provincia llamada Guara, é de allí fueron al río llamado Manderia, donde les salieron muchos indios á les impedir el paso por Gorid… e allí murió el Captán Francisco César” 
A esta expedición se refiere Manuel Uribe Ángel, en su Geografía general y compendio histórico de Antioquia en Colombia así:
“Un poco antes de esto, ansioso Vadillo de encontrar población de mayor provecho… Juan de Frades vino á anunciar que felizmente había hallado lugar cómodo y abastecido. Continuó el licenciado su peregrinación desde Iraca por caminos fragosísimos, atravesando estrechas cejas en que ni hombre ni caballo podía sostenerse. …De esta manera llegaron al río Garu, nombre perdido hoy, pero que parece haber sido el rio San Juan o Barroso… y si nuestra interpretación no se ve errada pensamos que andaban por los desfiladeros de San José, San Mateo y La Concordia” 
En la obra “Urabá heroica” de Ernesto Hernández se hace referencia a la misma expedición:
“La expedición de Vadillo, continuó su difícil marcha por uno de los lugares más difíciles y escabrosos que existían por aquellos parajes; debió continuar por las pendientes escarpadas que hay entre el río Cauca y la cordillera hasta llegar al pueblo de Güintar, pasar por Betulia, seguir allí por la cima de la montaña, luego por Concordia, Salgar hasta llegar al río San Juan cerca de donde hoy está la estación ferroviaria de Bolombolo” 

### La "Selva Virgen
Selva Virgen" fue el nombre que los pobladores de la región suroeste de la provincia de Antioquia dieron a las tierras ubicadas en la franja izquierda del río Cauca, que hoy corresponde a la jurisdicción del municipio de Concordia y abarca los terrenos hasta la cordillera que limita con la provincia del Chocó.
En la primera mitad del siglo XIX, la zona del suroeste antioqueño no estaba colonizada, era todavía una selva que aislaba a Medellín de la parte suroccidental del país. Lo selvático del territorio, las estribaciones de la Cordillera Occidental, los ríos Cauca y San Juan y las quebradas Arquía y La Comiá eran los obstáculos. 
En realidad, la provincia antioqueña estaba rodeada de montañas altas, difíciles de atravesar debido a sus crestas elevadas, pendientes, valles profundos y cascadas mujidoras. Los colonos debieron enfrentar una geografía abrupta y aislada, dominar la selva húmeda y malsana, así como las profusiones de insectos, las serpientes venenosas y los animales peligrosos. De esta forma, se fue integrando la región a la esfera del centro político de Antioquia, promoviendo la fundación de poblados y el desarrollo de las actividades agropecuarias. 
Aunque el territorio de la "Selva Virgen" ya había sido explorado y en él se había desarrollado una incipiente actividad minera, era considerado baldío nacional. Hacia allí se dirigió el movimiento de colonización emprendido por MANUEL HERRERA el 17 de diciembre de 1830. Herrera abrió una labranza en el paraje "Cabildio", donde se estableció con su familia y, posteriormente, recibió el título de propiedad sobre estas 60 fanegadas de tierra el 12 de agosto de 1840, otorgado por la junta repartidora de baldíos provinciales en nombre de la República de la Nueva Granada.
“En 1830, penetró en aquellos bosques Manuel Herrera con su familia, atravesó el río Cauca en una balsa de guaduas. Internado en la selva, no halló en ella el menor vestigio humano; pero con la tenacidad propia del montañés, fijó en ella su residencia, pidió a la naturaleza y al vigor de sus brazos la satisfacción de sus primeras y más urgentes necesidades” 
Tras Manuel Herrera, emigraron José Ignacio Fernández, José Ignacio González, Juan Nepomuceno Restrepo, José Ignacio Vélez, Juan José Restrepo Uribe y José Ignacio Escobar. Para el año de 1832, ya se habían establecido más de 50 familias en estas montañas, procedentes del distrito de Titiribí. Ese mismo año, los colonos solicitaron al Cantón de Medellín que nombrara un juez de partido en la jurisdicción para resolver cualquier disputa que pudiera surgir por límites entre parcelas, explotación de baldíos y uso de las corrientes de agua; para tal fin, se nombró al señor JUAN JOSÉ RESTREPO URIBE.
“… la gran mayoría de los pueblos de Antioquia se improvisaron: surgieron al lado de líderes mineros, agrícolas y comerciantes, sin prospecto alguno. Se quería vivienda, no pueblo. Sólo cuando el número de colónos era importante, el líder trazaba una plaza de la que arrancaban las calles, regalaba el terreno para la iglesia y la escuela y lo demás venía por generación espontánea...” 

### Fracción "La Comiá
Establecidas las familias en estas montañas, surgió la necesidad de reclamar el derecho y la adjudicación de estas tierras baldías, que estaban siendo reclamadas por habitantes del distrito de Titiribí desde 1820. Estos habitantes aducían que dichas tierras ya se les habían concedido en tiempos del nacimiento de la República, pero sus títulos de propiedad se habían extraviado.
Ante la constante solicitud de los colonos establecidos en La “Selva Virgen”, la cámara provincial de Antioquia solicitó al gobierno central de la República de la Nueva Granada, el derecho a 12000 fanegadas de tierra que poseía el estado en la jurisdicción del distrito de Anzá, en el Cantón de Santa fe de Antioquia, esta solicitud tuvo como base la ley del 5 de mayo de 1834, referente a colonización y repartición de terrenos baldíos nacionales, la cual pretendía el poblamiento y establecimiento de nuevas poblaciones. Con base en esta ley, la cámara provincial aprobó la resolución del 3 de octubre de 1834 donde reclamaba al estado el establecimiento de una nueva población. 
“Los linderos fueron establecidos: desde la desembocadura de la quebrada La Comiá en el río Cauca, Cauca arriba a la desembocadura del río San Juan, San Juan arriba a su nacimiento y de ahí en línea recta por la cordillera de los Andes a buscar el nacimiento de la quebrada La Comiá, ésta abajo hasta su desembocadura en el Cauca, punto de partida” 
En 1835 por decreto de noviembre 23, otorgado por el Congreso Nacional, una vez efectuadas las diligencias tendientes a comprobar los baldíos nacionales, para poder adjudicarlos y llevar a efecto el establecimiento de una parroquia, como exigían las políticas estatales; se comenzó a denominar a estas tierras Fracción “LA COMIÁ” en jurisdicción del distrito parroquial de Titiribí.
“Decreto del 23 de noviembre de 1835 
Art. 1. Se conceden 12000 fanegadas de tierras baldías en las montañas de La Comiá del cantón de Antioquia, para el establecimiento de una nueva población” 
Una vez concedidas las 12000 fanegadas de tierra, la Cámara comisionó al Personero provincial Gabriel Echeverri, para promover ante el gobierno central la adjudicación de otras 25000 fanegadas, a la orilla izquierda del río San Juan en las montañas de “La Comiá”, para obtener con su venta o arrendamiento “rentas provinciales”; estas tierras fueron otorgadas:
“Decreto 31 de enero de 1837. 
Art. 1. Se adjudican en plena propiedad para rentas provinciales de Antioquia las tierras situadas en las montañas de La Comiá en los linderos: el río Barroso, desde la boca de la quebrada El Plateado, hasta la boca de la quebrada Santa Luisa; aguas arriba hasta su origen; de aquí al noroeste de la cuchilla inmediata y por esta a las vertientes de la quebrada Hondita; siguiendo el curso de las aguas hasta la quebrada Comiá, ésta remontando su origen; de aquí por la cordillera que divide las vertientes del Barroso y la quebrada San Mateo, hasta la cresta de la cordillera que divide las vertientes del mismo río y la quebrada San Juan, por dicha cresta hasta las vertientes de la quebrada San José, aguas abajo, hasta su confluencia con la del Plateado; desde aquel punto a su incorporación al Barroso” 
En 1836 por ordenanza del 19 de octubre, se mandó repartir los terrenos a todos los colonos del paraje “La Comiá”, conformando una junta para dicho efecto en el año 1837, presidida por JUAN JOSÉ RESTREPO ÚRIBE. Otros líderes que también conformaron la junta repartidora fueron: Agapito Uribe; Secretario, José Antonio González; Agrimensor, Javier Velásquez, Francisco Toro y José María Restrepo Jaramillo; Vocales. A esta junta además correspondió la designación del lote donde se debía construir el nuevo poblado; seleccionando el paraje “Magallo”, diez cuadras cerca a la quebrada del mismo nombre por ser semi llano, con buenas corrientes de agua, bien ventilado, de buena vista y sin territorios de laguna.
La junta comenzó a ejercer funciones el 11 de agosto de 1840, cuando procedió a entregar los primeros títulos de propiedad sobre la tierra a los colonos que se habían establecido desde 1830. El 26 de agosto de 1840, la junta suspendió sus funciones como consecuencia de la primera guerra civil que estalló en la naciente República: la "Guerra de los Supremos". Para el 14 de mayo de 1843, pudieron retomar la entrega de tierras y también procedieron a demarcar la plaza y las manzanas del nuevo poblado, según lo ordenado por la cámara provincial. Esta fue la primera concesión de baldíos nacionales que el Estado de la Nueva Granada otorgó a los pobladores, con la intervención de los gobiernos provinciales. La junta repartidora de baldíos nacionales, luego de separar un predio de diez cuadras para el establecimiento de la población en el paraje seleccionado, inició la planificación y planimetría urbana, promovida en 1843 ante la cámara provincial y el entonces gobernador de la provincia, Gabriel Echeverri. Este último consideraba urgente proceder a la demarcación de la plaza y las calles en el lote destinado, así como iniciar los trabajos materiales del templo y determinar el lote para el cementerio. “1°: Que los comisionados para el repartimiento de las tierras de la nueva población de “La Comiá” hicieron la demarcación de las calles y de la plaza, señalando el lugar más apropiado para iglesia, cárcel, escuela y cementerio.
2°: Que para construcción del templo y el cementerio, el cabildo de la parroquia haría uso de las facultades que concedieron las leyes, disponiendo el servicio personal subsidiario, sin ser desatendidas las vías de comunicación;
3°: Que para que se les erigiera una nueva parroquia en el mismo sitio los vecinos debían de proveer lo conveniente, contando con el apoyo del gobierno; pero siempre que fueran llenados los requisitos legales.” 
Fue así como a partir del segundo semestre de 1843, surgió en la fracción “La Comiá” y sobre la pendiente inclinada del “Morro de la Cruz”, la plaza principal. En torno a ella se trazaron las manzanas del marco de la plaza, destinando la parte baja para levantar la casa de gobierno, la cárcel y la escuela. Este lugar se constituyó en el gran escenario de los acontecimientos urbanos; lugar de mercado, sitio de reunión de la población, del poder administrativo y coercitivo, fue el sitio de fe y poder eclesiástico, luego de trasladar allí el templo parroquial, y desde su establecimiento hasta nuestros días, continúa siendo el espacio por excelencia.
La composición y planimetría del área urbana se desarrolló de forma lenta, siguiendo un modelo en damero que no requiere un diseño complicado para el desarrollo posterior. Partiendo de una plaza central, se trazaron ocho calles perpendiculares entre sí en cada uno de sus extremos. En el espacio se estableció una cuadrícula de nueve manzanas, a las cuales se fueron articulando otras más durante el siglo XX, con un diseño más lineal en ciertos sectores urbanos. Sin embargo, no se tuvo en cuenta la topografía del lugar seleccionado para el pueblo en cuanto a su expansión futura, lo que dificultó la conservación del modelo inicial.

### Distrito de "La Concordia"
A mediados de la década de 1840, los habitantes de la fracción "La Comiá", representados por la junta repartidora de baldíos nacionales, comenzaron a gestionar ante la cámara provincial de Antioquia el establecimiento y la creación de un distrito independiente de otra jurisdicción, regido políticamente por un alcalde y un cabildo. Se apoyaron en la ley del 5 de mayo de 1834, que había otorgado las fanegadas de tierras baldías a los colonos.
Ante esta petición, el gobernador de la provincia de Antioquia, Mariano Ospina Rodríguez, destinó una subvención provincial para levantar una capilla y así acelerar la creación del distrito. Así, en 1848, por ordenanza del 3 de julio, se mandó crear políticamente el nuevo distrito, erigido como tal por ordenanza del 25 de septiembre de 1848, denominado "La Concordia", en el paraje "La Comiá". Esta ordenanza fue sancionada el 28 de septiembre del mismo año por el entonces gobernador de la provincia de Antioquia, José María Martínez.

'Ordenanza
3 de julio de 1848
Ordenanza creando un distrito denominado La Concordia; en el paraje llamado La Comiá.
La cámara provincial de Antioquia, en virtud de la Facultad que le concede la atribución 12 del artículo 03 de la ley del 3 de julio de 1848
ORDENA
Artículo 1 se crea un distrito en el paraje La Comiá.
Artículo 2 este distrito se denominará: “LA CONCORDIA”.
Artículo 3 Los límites de dicho distrito serán: desde el nacimiento del río San Juan, en la cordillera divisoria con la provincia del Chocó; río San Juan abajo hasta su desembocadura en el río Cauca, Cauca abajo, hasta la desembocadura de la quebrada Comía; quebrada arriba, hasta su nacimiento en la cordillera del Plateado; cuchilla arriba, hasta el alto denominado Plateado en la cordillera de Urrao, siguiendo la misma cordillera por el alto Los Farallones, hasta el nacimiento del río San Juan primer lindero.
Jorge Gutiérrez de Lara, presidente; Pastor Gallo, Secretario' '
Una vez elevada la fracción "La Comiá" a la categoría de distrito de "La Concordia", sus pobladores procedieron a la creación de la alcaldía, nombrando alcalde a JOSÉ IGNACIO VÉLEZ de Itagüí por decreto gubernamental del 25 de octubre de 1848, y convocaron su primer cabildo abierto el 27 del mismo mes. Este cabildo estuvo conformado por Remigio Bolívar, juez del distrito; Juan José Restrepo Uribe, presidente; José Ignacio Fernández, tesorero; Juan de la Rosa Cano, comisario de policía; y Braulio Gallo, José Bermúdez, José Ignacio González, Antonio María González, José Antonio González, José María Ortiz y Eugenio González, todos ellos procedentes del distrito de Titiribí. 

### Distrito parroquial
Uno de los primeros objetivos del cabildo del recién creado distrito de "La Concordia" fue elevarlo a la categoría de "distrito parroquial". Se dirigieron al obispo de la diócesis de Antioquia, Juan de la Cruz Gómez Plata, y al gobernador de la provincia para solicitar la creación, en lo eclesiástico, de una parroquia independiente del distrito de Titiribí, con el fin de contar con un cura párroco que les administrara los sacramentos. El vicario comisionó, en diciembre de 1848, al sacerdote Eleuterio Restrepo Restrepo (nacido en Medellín el 9 de diciembre de 1819) para que se trasladara al recién creado distrito de "La Concordia", con el fin de verificar si se contaba con una capilla y los implementos necesarios para el culto: piedra de ara, altar, confesionario, cementerio cercado y ataúd para conducir a los muertos. Cinco meses después de las recomendaciones efectuadas por el Pbro. Restrepo en su primera visita, fue encomendado el Pbro. JULIÁN MARÍA UPEGUI para realizar una nueva supervisión de los elementos faltantes, verificar si en la capilla se había colocado la pila para el bautismo, el baptisterio, la mesa de altar con alhajas y el campanario.
Las diligencias las realizó el sacerdote Upegui en compañía de los colonos, quienes le informaron que en el distrito se había levantado una capilla de bahareque con techos de paja, con unas dimensiones de 19 x 10.5 varas, que contaba con una puerta y tres ventanas. Esta capilla fue construida sin la licencia del prelado diocesano, ya que no se consideró necesaria, y para ello se invirtió un auxilio otorgado por la cámara provincial. También se le comunicó sobre la construcción de un cementerio cercado con maderas en forma de "agujas", con un área que comprendía más de 100 varas cuadradas y a una distancia prudente del poblado. Cumplidos todos los requerimientos, se procedió a bendecir la capilla y el campanario el 26 de mayo de 1849 en una sesión solemne, convirtiéndose ese día en el primer acontecimiento popular de la naciente población. 
El 30 de noviembre de 1849, la diócesis de Medellín nombró al sacerdote ELEUTERIO RESTREPO RESTREPO como el primer cura párroco de "La Concordia", con el respectivo consentimiento del poder civil, tal como lo habían solicitado los habitantes del distrito. El sacerdote tomó posesión de su cargo el 18 de enero de 1850. De esta forma, el distrito parroquial de "La Concordia" fue reconocido como tal por el poder central de la República de la Nueva Granada el 16 de noviembre de 1849.
La capilla de paja estaba situada media cuadra arriba del actual templo y perduró allí hasta el comienzo de la década de 1860, cuando se obtuvo licencia para levantar una nueva edificación en el marco de la plaza, tal como lo había solicitado el cabildo abierto al gobernador en 1849. Este nuevo templo se convirtió en un punto de referencia urbana en medio de las casas particulares. La primera fase de su construcción comenzó en 1870 y presentaba características de una capilla de tres naves, separadas por columnas de madera, con pisos de tabla y un techo que combinaba astillas de madera y tejas de barro. 
Fue dotado de un tabernáculo de madera pintado al óleo con adornos dorados y un sagrario donado a la parroquia por los carmelitas de la ciudad de Medellín. La cúpula fue levantada sobre cuatro pedestales de calicanto de elevada altura para diferenciar la construcción al estilo de los templos coloniales. Contó con púlpito, coro y tribuna, todo bellamente tallado en madera decorada al óleo. El frontis, orientado hacia el occidente, fue construido en tapia y cubierto de madera, al igual que los costados.
El 12 de marzo de 1870, el templo fue bendecido canónicamente y consagrado a la advocación "Nuestra Señora de las Mercedes" durante la primera visita pastoral efectuada al suroeste por el obispo auxiliar de Medellín, José Joaquín Isaza. En 1873, se ordenó la construcción del atrio cercado y la ubicación de un reloj, que fue reemplazado por el actual en 1912. En 1878, se adquirió un melodio de origen francés para darle más solemnidad a los actos litúrgicos. Años antes, el Pbro. Restrepo donó a la parroquia doce candelabros grandes de bronce y una cruz alta con sus respectivos ciriales para preceder las procesiones y entierros. El templo comenzó a ser reedificado en la última década del siglo XIX, reemplazando las columnas de madera por otras de calicanto y cambiando toda la cubierta del techo a teja de barro. Al comenzar el siglo XX, el templo carecía de bautisterio y pavimento; era una obra con características arquitectónicas de estilo romano decadente, construido en Tapia, con columnas y arcos de material. Este fue erigido por el Pbro. Juan Pablo Holguín y tenía dimensiones muy pequeñas para las funciones del culto, midiendo 40 x 19 varas. Su frontis contaba con tres puertas, cuidadosamente labradas en comino, y la parte superior de la fachada estaba adornada con dos torres: en una se ubicaba el campanario y en la otra el reloj público. En medio de ellas había una imagen de Cristo Rey donada por el Pbro. Manuel Rincón.
El recinto era iluminado en forma natural con cuatro ventanas en cada nave lateral y cinco ventanas a cada lado de la nave central; al fondo dos sacristías y un depósito para las imágenes utilizadas en las procesiones. El altar central y los laterales eran tallados en madera, semejantes a los de Jericó, bendecidos en 1915. En el altar mayor estaba el tabernáculo en madera de cedro de estilo gótico; sobre el sagrario y en comino, se encontraban los nichos para la patrona y otras tres imágenes; los dos altares laterales eran tallados en cedro de estilo ojibál. El presbiterio era cerrado en madera tallado, para el comulgatorio. 
Las naves laterales tenían otros altares menores, donde sobresalía “El común del Señor Caído” y el bautisterio, cerca de la puerta derecha, cerrada en verja metálica y provisto de pila bautismal, con su correspondiente desagüe; un cuadro de San Juan Bautista y dos alacenas para guardar los Santos Oleos y el crisma; en 1935 revocaron los muros del frontis y cambiaron la madera del piso por baldosa. 
Ya al comenzar la segunda mitad del siglo XX, el templo resultaba bastante pequeño, por lo cual el Pbro. Luis López de Mesa emprendió su ampliación hacia la casa contigua de la izquierda. La obra comenzó en 1958 dirigida por el ingeniero Carlos Posada, bajo la dirección de ornamentación del Pbro. Alfonso Valencia y decorado por Carlos Enrique Henao. En su estructura se aumentó a cinco naves, reedificado todo el frontis para darle uniformidad a las torres, entre las cuales se colocó una imagen de Nuestra Señora de las Mercedes, hecha por el artista concordiano Gilberto Velásquez. 
Se reformó el atrio, uniendo el templo con las dos casas contiguas, una de ellas de propiedad de la parroquia adquirida en 1907 como sede de la casa cural. La ampliación y remodelación fue concluida en 1965 y bendecida canónicamente el 26 de noviembre de ese año. Los altares fueron retirados por esta razón y el templo permaneció sin ellos hasta el siglo XXI. 

### Desmembración del distrito de "La Concordia"
Dos años después de la creación del distrito de "La Concordia", se dieron los primeros pasos para la desmembración de su territorio. En 1850, por ordenanza del 1 de octubre, se creó la aldea "La Soledad", en los límites con el distrito de "Nueva Caramanta". Lugar dónde ya existía un caserío conocido como "Gólgota".
Desde allí se dio continuidad a la fundación del nuevo poblado, determinándose la porción de tierras para la nueva localidad, que recibió el nombre de "San Juan de los Andes". Esto representó para el distrito de La Concordia el comienzo de su disgregación territorial. Dicha población comprendería su jurisdicción desde el nacimiento del río "Guadualejo" hasta su confluencia con el río San Juan, y este último, hasta su nacimiento en la cordillera de los Andes. Este territorio ya era considerado un distrito independiente en 1853. 
Más tarde, al comenzar la década de 1860, los pobladores de las fracciones Bolívar, Farallones y Barroso solicitaron la creación de un corregimiento con el nombre "Bolívar" en un caserío de sesenta casas y una rústica capilla, ubicado en las riberas del río Guadualejo. La solicitud fue acogida por la cámara provincial, creando primero un corregimiento que pasó a ser aldea y luego fue elevado a la categoría de distrito mediante la Ley 13 del 23 de agosto de 1864, fijando su límite por la quebrada Chaquíro. En 1867, este distrito fue suprimido y se agregó nuevamente al territorio de "La Concordia", formando así límites con el distrito de Andes por la ribera del río Bolívar, desde su nacimiento hasta su incorporación al río San Juan. Este caserío tuvo inspector de policía hasta 1869, cuando fue restablecido nuevamente como "Distrito de Bolívar" por la Ley 154 del 22 de septiembre. Esto representó para "La Concordia" la pérdida definitiva de ese territorio, quedando su dominio territorial reducido a...
“Del desemboque del río Moro en el Cauca; por todo aquel arriba hasta su nacimiento; de aquí a la cordillera de Casco de Mula; siguiendo por toda esta cordillera hasta cerro Plateado, de aquí línea recta al nacimiento de la quebrada Amagaseña; por esta abajo hasta su confluencia con el río San Juan; éste hasta su confluencia con el Cauca; éste abajo hasta su confluencia con el río Moro, primer lindero” 
Por último, en 1865, por decreto del 26 de noviembre, se creó la "Fracción Barroso", que fue elevada a la categoría de corregimiento con el nombre "San Juan de Riaño" en 1877. Además, se estableció la Inspección de Policía en la "Fracción Salgar" mediante decreto del 2 de marzo de 1878, fijando como punto para su cabecera las vegas de la confluencia de las quebradas Plateado y Río Barroso, cediéndole propiedad de tierras por decreto del 12 de octubre de 1877. La fracción Salgar fue elevada a corregimiento y luego a la categoría de distrito independiente en 1894. Cuatro años más tarde, fue suprimido y agregado nuevamente a "La Concordia", ya que esta era la plaza donde se llevaban a cabo las operaciones comerciales y porque la mayoría de sus habitantes eran parientes entre sí. En 1903, fue restablecido como municipio, y de esta forma, la concepción originaria de "La Concordia" quedó reducida en el siglo XX a los límites territoriales.
“Del nacimiento de la quebrada Fotuta en la cordillera Mundomalo; por ésta, siguiendo hacia el norte y lindando con el Distrito de Salgar, al alto llamado San Luis; de aquí, siguiendo la misma cordillera y pasando por el paraje Piedrecandela, lindero con Salgar, hasta el alto Morelia en la cordillera Santa Luisa, línea natural que separa a Urrao, Salgar y Concordia, luego continuando la misma cordillera hasta el punto dónde limita con el Distrito de Betulia; siguiendo la cordillera Santa Rita, hasta el nacimiento de la quebrada El Moro; ésta aguas abajo, a su desembocadura en el río Cauca; río arriba hasta donde le desagua la quebrada Magallo; quebrada arriba lindando con Salgar, hasta su confluencia con la quebrada Fotuta, esta arriba hasta el punto de partida” 
De esta manera el área originaria que la cámara provincial de Antioquia le otorgó al distrito de “La Concordia”, comprendía las tierras donde hoy se encuentran los Municipios de Andes, Jardín, Ciudad Bolívar, Salgar, Betania y parte de Hispania; la fragmentación se dio como consecuencia del proceso de colonización al interior de la jurisdicción, emprendida por campesinos, motivados y atraídos por la existencia de mineral aurífero y fuentes de sal, también por los guaqueros motivados por las sepulturas indígenas.

### Municipio de Concordia
En 1886, el movimiento de unificación nacional se consolidó con la promulgación de la Constitución Política, que en su artículo 1° afirmaba: "La nación colombiana se reconstituye en forma de República Unitaria". En el artículo 182, se crearon los departamentos como entes territoriales, y cada departamento se dividió en provincias, y estas, a su vez, en "distritos". La pertenencia jurisdiccional y la denominación administrativa de Concordia desde su establecimiento se sintetiza en:
•	La primera denominación adquirida por el actual municipio de Concordia, como ente jurídico en 1835, fue Fracción “La Comiá" en el Distrito de Titiribí.
•	Creación del Distrito de “La Concordia” en el paraje “La Comiá” de la Provincia de Antioquia; por ordenanza 07 del 3 de julio de 1848.
•	Erección en Distrito de “La Concordia” por ordenanza del 25 de septiembre de 1848. Provincia de Antioquia.
•	Distrito Parroquial por ordenanza 13 del 15 de diciembre de 1853. Estado Federal de Antioquia.
•	Distrito del Circuito de Amagá, Estado Federal de Antioquia por ordenanza 01 del 14 de septiembre de 1855.
•	Distrito del Departamento de Medellín, Estado Federal de Antioquia ley 8 de noviembre de 1856.
•	Distrito del Departamento del Centro, Estado Soberano de Antioquia ley 3 de diciembre de 1857.
•	Aldea del Distrito de Titiribí, decreto Mosquera 13 de noviembre de 1862. (no se hizo efectivo)
•	Distrito del Estado Soberano de Antioquia, ley 13 mayo 1863.
•	Distrito Departamento del Centro, Estado Soberano de Antioquia ley 13 del 23 agosto de 1864.
•	Distrito del Departamento del Cauca, Estado Soberano de Antioquia ley 50 del 5 diciembre de 1877.
•	Distrito Departamento del Centro, Estado Soberano de Antioquia Decreto 397 del 28 de octubre de 1885.
•	Distrito Provincia del Centro, Departamento de Antioquia Decreto 490 del 1 septiembre de 1886.
•	Distrito Provincia del Suroeste, Departamento de Antioquia ley 06 del 20 septiembre 1890.
•	Municipio Provincia de Jericó, Departamento de Antioquia decreto 916 del 31 agosto 1908.
•	Municipio del Departamento de Antioquia 1910. 

## División Político-Administrativa
Además de su Cabecera municipal. Concordia tiene bajo su jurisdicción los centros poblados:
- El Socorro: fue el primer corregimiento creado por acuerdo número 18 del 9 de abril de 1889, en el sector denominado “Casco de Mula”, a tres leguas de la cabecera municipal del Distrito, zona comprendida en el triángulo formado por las quebradas La Comiá, El Moro y el río Cauca;

en este sector se estableció un buen número de habitantes dedicados a las actividades agrícolas, al tráfico ilegal del tabaco, manufacturado o en rama y luego negociado en los Distritos de Betulia y Titiribí. También al establecimiento de alambiques para producir guarapo, en perjuicio de las rentas estatales del aguardiente. El Corregimiento fue creado con el nombre de “El Socorro” y para establecimiento de su caserío se determinó el punto conocido como “Coco Hondo”. Fue Gregorio Trujillo, quien motivó a otros para que se establecieran en el paraje, levantaran casas y huertos procurando una gran explotación agrícola del lugar.   El templo, la cárcel, el despacho de autoridades y la escuela fueron levantadas de forma rústica en bahareque y cubiertas de paja o astilla de madera. En 1951 se inauguró un nuevo templo y su primer Cura Párroco fue Francisco Ortiz Echeverry de Jericó. El Corregimiento permaneció casi incomunicado con la cabecera municipal por más de un siglo, dado el mal estado en que se mantenían los caminos de herradura, únicas vías que lo conectaban con el exterior y fue sólo, en el siglo XX cuando se construyó la carretera.
- Morelia: para mantener un mayor control policivo de las autoridades civiles del Municipio en el sector noroccidental, se creó en 1913 una inspección de policía en el paraje “San Francisco”, elevado a Corregimiento en 1921, contaba con capilla, escuela, despacho de autoridades y cárcel. Habitado por agricultores dedicados a cultivar cereales, café y pequeños hatos ganaderos, distante a 3 leguas de la cabecera municipal, limítrofe con los municipios de Salgar y Betulia, estaba desprovisto de comercio; a mediados del siglo XX se trasladó la cabecera del corregimiento al sector las “Partidas” con el nombre de “Morelia”.

- Moritos: el último corregimiento fue creado por acuerdo número 05 del 6 de abril de 1946, dada la importancia que adquirió el caserío “Moritos”, cercano al cual pasaba el “Ferrocarril Troncal de Occidente” donde había un gran desarrollo agrícola, facilidad de transporte de los productos por vía férrea a los centros de acopio y al mercado en Medellín. En este lugar vivió por muchos años el poeta León de Greiff. El Ferrocarril partía de Bolombolo, iba hasta Anzá por la vertiente caucana de los Municipios de Concordia y Betulia permitiendo el desarrollo económico del Corregimiento de Moritos, donde se construyeron grandes depósitos como acopio de fríjol y maíz. Posteriormente se construyó también en Bolombolo el puente departamental.

### Veredas
El municipio tiene constituido las siguientes veredas: Moritos, La Herradura, La Higuerón, La Cristalina, Burgos, La Comiá, El Chocho, Caunzal, Yarumal, Morrón, Morelia, Ventanas, El Rumbadero, San Luis, Pueblo Rico, Santa Rita, Las Ánimas, La Costa, Llanadas, El Cascajo, La Selva, La Fotuta.

## Emblemas Municipales
- Bandera: La bandera de Concordia fue presentada al Concejo Municipal por el Presbítero Gildardo Obando Echeverry a nombre de la Sociedad de Mejoras Públicas y fue adoptada por acuerdo número 034 del 21 de agosto de 1977; “adóptese como bandera del Municipio de Concordia, tres franjas horizontales, en sínople o verde, gules o rojo y oro, abrazadas con una flor de lis de plata, trasunto de todas las virtudes”.   El color verde simboliza la esperanza, la fertilidad; el rojo simboliza la valentía, la fuerza, y el poder; y el amarillo la riqueza, la energía y la prosperidad. [27]

- Escudo: El escudo de Concordia fue diseñado por Gabriel Ríos C. y Adoptado como tal por acuerdo municipal número 033 del 21 de agosto de 1977.

“De horma suiza clásica. Terciopelado en banda de plata, en el primer tercio y sobre 
campo de oro una cornucopia al natural, rebosante de productos vegetales de la región.
Sobre el segundo tercio y puesto en el corazón del escudo una flor de lis de plata en la bandera de Concordia en verde o sínople, gules o rojo y amarillo.
En el tercer campo, en punta y al natural, la preciosa cascada de Magallo, fuente de energía y belleza, sobre azur. La bordadura en esmalte de plata y con letras de sable o negro, que dicen CONCORDIA, y en la parte inferior “NACEMOS Y CRECEMOS SIN FRONTERAS” ponderación de un pueblo libre con hambre de avanzada social”. 
Himno: El himno de Concordia consta de un coro y cinco estrofas, compuesto por el poeta concordiano JORGE QUIJANO QUIJANO y música del maestro Luis Uribe Bueno; fue adoptado como himno oficial por acuerdo 035 del 21 de agosto de 1977.
CORO
“Concordia tierra querida,
baluarte de la montaña,
en un flanco ya vencido
de la selva milenaria
te clavaron los abuelos
al rudo golpe del hacha”.
Testimonio victorioso
de inventiva y de pujanza,
como un bastión altanero
hecho cuartel de labranza
te arropas al infinito
verde azul de la montaña.
Juan José Restrepo Uribe
fue pionero de la hazaña,
gajo de cuna patricia,
semillero de una raza
de próceres y labriegos
fundadores de la patria.
Las dos tablas de la ley
de moisés, trajo en el alma,
código sabio y eterno,
tu nombre mismo lo aclama:
concordia tierra de paz
y granero de abundancia.
Como un ancestro glorioso
dentro, muy dentro del alma,                            
que lo llevan en la sangre
para orgullo de la raza,
apegados al terruño,
tus hijos la tierra labran.
Miremos un horizonte
de ambiciones: EL MAÑANA!
y un ADELANTE! grabemos
tus hijos en nuestras almas.
Concordia! Que sea tu nombre
sinónimo de pujanza. 

### Por qué este pueblo se llama Concordia
Para responder al significado del origen del nombre de Concordia se ha tejido todo un imaginario popular que existe en la tradición, desconociéndose el momento histórico en que el hecho ocurrió, pues el territorio permaneció aislado durante la colonia y en las crónicas del descubrimiento y conquista del territorio antioqueño, no hay alusión precisa de él. 
“Cuenta una vieja leyenda, que el Cacique Bolombolo, quien extendía sus dominios desde “Cerro Bravo” por la margen derecha del río Cauca hasta la cercanía de Anzá, después de agradecer con algunos sacrificios a su diosa, labrada en piedra en “Cerro Tusa”, envió guerreros para que, ganando la ribera opuesta del río, en frágiles balsas, subieran la montaña en búsqueda de un filón de oro que algunos cazadores de su tribu habían detectado en este lugar. La población de Bolombolo era enemiga a la de su vecino el Cacique Toné, quién dominaba toda la hermosa región del Penderisco. También con ambiciones expansionistas, emprendieron marcha al mismo lugar, capitaneados por el valeroso lugarteniente Tapartó. Las opuestas tribus se encontraron impensadamente y armados de cerbatanas, mortíferas flechas y macanas, se dispusieron a la batalla. Una bella india se interpuso entre los bandos enemigos y les pidió la paz, el entendimiento; los dos bandos se hermanaron bajo el influjo amistoso de la joven y dejaron amarrados en árboles sus armas como testimonio de amistad, de concordia. Esta historia que parece leyenda, la contaba en el Departamento de Quindío uno de sus colonizadores, concordiano él, Nicasio Restrepo, con otros fundadores de Armenia. 
A su vez, Antonio José “Ñito” Restrepo consideraba que el ecónimo de Concordia se debía a su pariente Juan José Restrepo, uno de los primeros colonos establecidos en las montañas de “La Comiá”: “… Cambió con mucho tino el feo nombre de las tierras de La Comiá, que abrió al rol de Cristo y del hacha, por el querendoso de “La Concordia”, que lleva el pueblo rico, fuerte y letrado que fundó entre la quebrada o torrente de aquel apelativo, el río Cauca… y el río Barroso. Con la quebrada Magallo en medio que recuerda al célebre cura de Bogotá de quien mi padre era gran apologista”.
Una teoría sugerente y con fuerte sustento simbólico relaciona el nombre "Concordia" con los ideales de la masonería, un movimiento influyente en la vida política e intelectual de la República de la Nueva Granada hacia 1830, especialmente entre las élites liberales y republicanas.
La palabra concordia, del latín concordia ("unión de corazones"), encarna el valor de la armonía social, la fraternidad, la paz y el entendimiento entre los hombres. Estos son principios centrales tanto en el discurso republicano del siglo XIX como en la filosofía masónica, que había comenzado a permear las estructuras de poder y pensamiento en la Nueva Granada tras la independencia.
En el contexto de la fundación de nuevos asentamientos en el siglo XIX, era común que los nombres tuvieran significados políticos, morales o aspiracionales. En ese sentido:
El nombre Concordia podría haber sido elegido no solo como un deseo de armonía entre colonos, sino como un guiño simbólico a la utopía republicana que se quería construir tras la disolución de la Gran Colombia.
Muchos miembros de las élites colonizadoras antioqueñas eran hombres educados, algunos con vínculos masónicos o al menos influenciados por ese pensamiento, lo cual explicaría su interés en nombres con resonancias éticas universales.
Es posible sostener, como hipótesis histórica razonable, que el nombre Concordia para este municipio antioqueño fue influido por el pensamiento masónico-republicano dominante en la década de 1830. Sería una forma de bautizar el nuevo territorio con un ideal civilizador: una sociedad armoniosa, guiada por la razón, el trabajo y la fraternidad. 
En definitiva, la explicación sobre el origen del ecónimo de “La Concordia” podría plantearse su derivación de la relativa paz y armonía que reinaba en la Provincia de Antioquia, durante los años en que se efectuaron las diligencias para elevar la Fracción “La Comiá” a la categoría de Distrito.

## Personajes ilustres
- Catíos. Pobladores originarios de la región según clasificación efectuada por el médico e historiador Manuel Uribe Ángel en el año 1885.
- Manuel Herrera. Primer colono del Municipio, que se estableció en el Paraje “Cabildio” (Vereda Yarumal) en la denominada “Selva Virgen” el 17 de diciembre de 1830.
- Juan José Restrepo Uribe. Denominado “Fundador” de Concordia, por haber sido nombrado Juez de partido, presidente de la junta repartidora de terrenos baldíos de “La Comiá” y luego presidente del Cabildo abierto del Distrito de “La Concordia”.
- Otros líderes fundadores. miembros de la junta repartidora de terrenos baldíos de “La Comía”: Agapito Uribe, Secretario. José Antonio González, Agrimensor; Javier Velásquez, Francisco Toro y José María Restrepo Jaramillo, Vocales. Correspondió a esta junta la designación del lote donde se debía construir el nuevo poblado.
- José Ignacio Vélez. Primer alcalde por decreto gubernamental del 25 de octubre de 1848.
- Primer Cabildo Abierto Distrito de La Concordia.(Concejo Municipal) el 27 de octubre de 1848. Conformado por: Remigio Bolívar (Juez del Distrito), Juan José Restrepo Uribe (presidente), Eugenio González, José Ignacio Fernández (Tesorero), Braulio Gallo, José Bermúdez, José Ignacio González, Antonio María González, José Antonio González y José María Ortiz; todos ellos de Titiribí y Juan de la Rosa Cano (Comisario de Policía).
- Eleuterio Restrepo Restrepo, Primer Cura Párroco. El 30 de noviembre de 1849, la Diócesis de Medellín lo nombró Párroco de La Concordia.
- José María Velásquez. Primer preceptor de la escuela primaria. 2 de junio de 1851.
- Luciana Restrepo de Toro. Se le atribuye la dirección de la Escuela Privada de Niñas, 1851.
- Remigio Bolívar. Primer maestro orientador de la Escuela de Varones (por estar prohibido que los hombres enseñaran a las niñas), 1 de septiembre de 1852.
- Romualda González de Restrepo, Paula Toro de González y Rudesindo Quijano Restrepo. Fundadores del “Hospital de caridad” hoy E.S.E Hospital San Juan de Dios en 1860.
- Cecilia Restrepo. Nombrada directora de la Escuela de Niñas 1866 y del Colegio Femenino de los Dolores en 1910-1913.
- Primeros escolares Distrito de La Concordia. Fulgencia Mesa, Margarita González, Ana Rosa Vélez, Cruz María Restrepo, María Ignacia Fernández, Ana María González, María Adelaida Quintero, Dolores Restrepo, Candelaria Zapata, María de Jesús Trujillo, Valvanera González, Pastora González, Rafaela González, Delfina Restrepo, Juan Mesa, Isidoro mejía, Antonio Mejía, José Torres, Segundo González, Félix Vélez, Manuel Restrepo, Fernando Restrepo, Alejandro González, Gabriel Ramírez, Luis Arango, José María González, Rafael González, Bruno González, Isidoro Fernández, Ángel María Fernández, Sinfloriano Quintero, Manuel Quintero. [31]
- Antonio José Restrepo Trujillo. Fue abogado, Congresista de la República, cónsul, escritor, historiador, economista, procurador general de la nación, plenipotenciario de Colombia en Suiza; uno de los connotados oradores del partido liberal, una de las mentes más brillantes de Colombia.
- Manuel Salvador Ruíz “Salvo Ruíz”. Saleroso coplero y repentista, considerado uno de los padres de la trova paisa. Fue galardonado por la Academia Española, única distinción que recibió en vida.
- Justo Mejía. Primer Rector Colegio de Varones “La Concordia” 1908.
- Comunidad Dominicas de La Presentación. Reapertura del Colegio femenino bajo la dirección Hna. Joaquina de la Cruz de 1916-1922.
- Comunidad Hijas de María Auxiliadora. Reapertura Colegio de señoritas bajo la dirección de la Hna. María Soledad Botero de 1923-1972, luego integrada con el Liceo de Jesús.
- Pbro. Manuel Antonio Herrera Marín. Precursor de la construcción de la planta física del Liceo de Jesús y Rector 1959-1971.
- José Ignacio González Escobar. Médico, escritor, concejal del Municipio, diputado a la Asamblea departamental, representante a Cámara de la República.
- Bruno González. Médico de renombre.
- Wenceslao Villa. La Secretaría de Salud Pública de Antioquia, consagró el centro de salud de Concordia, a la memoria de este médico quien con su ciencia y virtudes enalteció la medicina colombiana
- Gabriela Peláez Echeverry. Primera mujer en estudiar derecho en la Universidad Nacional de Colombia en 1936 y la segunda mujer abogada del país. Presidenta de la comisión interamericana de mujeres de la OEA.
- Pbro. Ramón Nicolas Cadavid. Paladín del progreso de Jericó. Durante sus 36 años como Párroco impulsó la agricultura, la industria y fomentó el empleo en esta población, llevó la energía eléctrica, fundó el Banco de Jericó, gracias a su gestión esta parroquia se convirtió en diócesis.
- Pbro. Jesús María Fernández. Superior de la Compañía de Jesús en Colombia, Venezuela y Ecuador.
- Pbro. Gildardo Obando. A nombre de la Sociedad de Mejoras Públicas diseñó la bandera oficial del Municipio en 1977.
- Gabriel Ríos. Diseñador del escudo oficial del Municipio de Concordia, 1977.
- Jorge Quijano Quijano. Poeta, autor del himno a Concordia 1977. Una mínima parte de su obra está representada en el libro “Cantos del Atardecer”.
- Pbro. José Hernando Maya Restrepo. Perteneciente a la congregación de religiosos terciarios capuchinos de Nuestra Señora de los Dolores, Fundador de la Universidad Católica Luis Amigó en 1981.
- Margarita Mena. Primera mujer ministra de Minas y energía del país en 1989. Secretaria general de Ecopetrol, magistrada del tribunal superior de Medellín, secretaria departamental de educación.
- Lázaro Restrepo Restrepo. Representante a la Cámara de la República, benefactor de la construcción de la planta física del Liceo de Jesús y muchas más obras.
- Heliodoro Ángel Echeverry. Primer director del ICBF, uno de los fundadores de la Federación Nacional de Cafeteros, presidente de la Cámara de representantes
- Gabriel Toro González. Médico, especialista en anatomía patológica, fundador del Instituto Nacional de Salud
- Jesús María Fernández. Humanista, filósofo y teólogo, rector de la Universidad Javeriana y del Colegio San Bartolomé de Bogotá.
- Oscar Madrid Botero. Gobernador de Antioquia 1981.
- Gilberto Velásquez. Escultor, autor de los bustos de Juan José Restrepo y Ñito Restrepo, estatuas de la Virgen de la fachada del templo, de Simón Bolivar y Salvo Ruíz, que se encuentran en el parque principal.
- Sergio Restrepo Betancur. Primer alcalde elegido por voto popular.
- Ernesto Garcés Soto. Empresario cafetero, Senador de la República y ministro plenipotenciario.
- Regina Betancur Ramírez. Más conocida como Regina 11. Primera mujer candidata a la Presidencia de la República de Colombia en 1986, primera mujer en constituir un partido político en el país también fue Senadora de la República.
- Alexandra Herrera Quijano. Primera mujer elegida alcalde del Municipio de Concordia 2024-2027.

## Mito de Juan Vélez
Además de todos los mitos y leyendas tradicionales antioqueños, El Entierro de Don Vélez es el más autóctono del Municipio de Concordia.
Esta leyenda de Don Juan Vélez se ha trasmitido oralmente, desde principios del siglo XX, en los pueblos del Suroeste del departamento de Antioquia, República de Colombia. Se narra principalmente en los municipios que sirven de escenarios a la acción y que son los de Concordia y Salgar. Don Vélez, apellido muy común en la región, es algo así como la encarnación de un colonizador, pionero de la minería y sumamente rico. Las peñoleras de la higuerón, que se mencionan en la leyenda, son unos bruscos desfiladeros rocosos que dan paso a la quebrada, que desemboca en el río Cauca. Se mencionan en la leyenda igualmente otros nombres de municipios del D Don Vélez fue un hombre muy rico que vivió en el siglo XIX. Era dueño de numerosas haciendas y de minas de oro. Tenía fincas en Salgar, Bolívar, Concordia, Urrao, Betulia y Titiribí. departamento de Antioquia.
Desde en vida, la gente comentaba que don Vélez enterraba en algún sitio mucho oro, fruto de su incalculable fortuna. El viejo, que siempre tuvo la costumbre de andar en un macho negro, de buen paso, y acompañado por dos enormes perros azabaches, dizque se perdía por temporadas, cuando salía de sus fincas con recuas de mulas cargadas de oro. Cuando don Vélez se perdía, la gente decía que se iba a enterrar sus riquezas. 
Pero nadie fue capaz de averiguar cuál era el misterioso paradero del oro de don Vélez. Le tenían miedo porque decían que era ayudado por el diablo.
Cuando murió fue enterrado en el cementerio de Concordia y allí mismo empezó su verdadera vida de sufrimientos. Como todo el que se muere y deja riquezas enterradas, don Vélez empezó a penar. Lo que pasa es que Dios no deja salir del purgatorio el que tenga cosas guardadas. Habiendo tantos pobres en la tierra, Dios castiga al que esconde sus bienes. Y mucha gente los esconde por miedo de que se los roben o para mirarlos a solas o por la simple manía de guardar y atesorar. No se sabe para qué guarda don Vélez sus joyas, pero lo cierto es que todavía está penando porque no ha sido posible que nadie sea capaz de sacar su entierro.
La gente sabe que don Vélez está penando, porque todos los viernes de luna llena, a las 12 de la noche, se repite en el cementerio de Concordia la misma escena. Cuando empiezan las campanas del pueblo a dar las 12, en el cementerio comienzan a sentirse ruidos y a verse luces y chisperos. Del fondo del camposanto sale, por el caminito central, el mismo don Vélez, pálido y esquelético, envuelto en una ruana blanca y montado en el macho negro que le acompañó toda la vida. El galope del macho, golpeando las tumbas con los cascos, hace morir de miedo al más valiente. Además se oyen lamentos y ruidos de herrajes que se golpean. Es que don Vélez lleva, asidas con la mano izquierda, dos cadenas muy largas a cuyos extremos van atados sus dos perros negros.
Y según dicen los poquitos que han sido capaces de esperar hasta este punto, tanto los perros como la cabalgadura pelan los dientes ferozmente y hasta arrojan fuego por la boca. Para colmo de males, los perros aúllan como si estuvieran llorando. Es que además hay luna llena y eso los enloquece y los pone tristes. Cuando van a llegar a la puerta del cementerio, las pesadas rejas de hierro, con un chirrido infernal, se abren de par en par y dan paso a la salida de don Vélez y de sus animales. Cuando el viejo pasa la puerta, detiene su marcha y mira para todos los lados a ver si alguna persona vino a sacarlo de penas.
El que quiera sacar el entierro tiene que esperarlo al lado de la puerta sin asustarse. Si es más de una persona, el viejo no sale. Hasta éste punto, muchos han visto y oído todo lo dicho. Pero todos se han desmayado cuando el viejo se les arrima. Hay muchos que han quedado locos para toda la vida y otros viven como embobados durante años enteros. Como no tiene quien lo saque de penas, el viejo sigue sólo su viaje al sitio donde fue el entierro.
Por las calles y los empedrados del pueblo, muchas veces se pueden oír el galope de la cabalgadura, el ruido de las cadenas y los aullidos de los perros, pero, como cosa curiosa, no se ve nada, sino que sólo se oye. Lo más seguro es que el macho y los perros no sean tales, sino verdaderos demonios, y don Vélez, al fin y al cabo, es ya un ánima y las ánimas pueden hacerse invisibles cuando quieren.
Para sacarse el entierro hay que esperar, como arriba se dijo, sin asustarse. Cuando el viejo salga del cementerio y se le debe preguntar: “¿de parte de Dios, que quiere”? Y aquí mismo, sin esperar la respuesta, agregar “pero no me hiele”. El viejo responderá: “Quiero que me saques de penas y te lleves un orito”. Y entonces uno debe subirse al anca del viejo, taparse con su ruana sin asustarse y sin desconfiar. Es que no hay nada de qué temer porque don Vélez es el primer interesado en que a uno no le pase nada, para poder salir de penas y dejar el purgatorio y ese tormento de salir por las noches de los viernes de luna llena, llueva o truene. Eso sí, si a uno le entra miedo, en el mismo momento se hiela.
Siguiendo se deja el pueblo rápidamente y empieza a pasar por los caminos de herradura. Después de entre las peñoleras de la Higuerón, por unos senderitos, que apenas si dan paso la cabalgadura, sobre los terribles precipicios que sirven de bordes a la quebrada. De pronto, en un recóndito, un poco más plano, don Vélez se detiene y se baja del macho. Amarra perros y cabalgadura a un tronco y empieza a caminar como unas 20 varas por entre el monte. Se para al frente de una cueva; en el interior hay enroscada una culebra berrugosa, como de 5 m de larga que parece dormida. Don Vélez le dice a uno: “Mirá, esa culebra es el demonio que me está cuidando el entierro. Tócala, que no te hace nada. Tan pronto como la toqués se convierte en un libro. Abrí el libro y después le prendés candela. Cuando el libro se acabe de quemar, este árbol se abre y se arranca y allí encontrarás tanto oro que necesitás 30 mulas pardas para poderlo sacar de aquí. Tocá, pues, la culebra, para que consigás plata y me saqués de penas”.
Si se procede como el viejo lo indica, todo sucede según sus palabras y ahí mismo desaparece don Vélez y no se vuelve a aparecer nunca, porque Dios lo deja pasar para el cielo. Lo que pasa es que, por cobardía, nadie ha sido capaz de sacarse su entierro y por eso el pobre hombre sigue penando. 

## Fiestas religiosas y populares
Sin poderse determinar el carácter de las festividades populares, su primer indicio se encuentra el 8 de febrero de 1867.
“…que los niños matriculados en la escuela me han exigido que durante los días de regocijos públicos que tendrán lugar en la población del 10 del presente les conceda permiso para no asistir estos días, fundándose que en estos días no pueden venir sino con repugnancia y ninguna atención” 
Estos regocijos se efectuaron desde esa fecha y a lo largo del siglo XX, regocijos públicos que fueron denominados en 1965 “Fiestas del Almidón”, producto de gran importancia en la economía local, incluía reinado, bailes y actividades destinadas a la recolección de fondos para el hospital y el colegio. En 1977 se denominaron “Fiestas de La Concordia” al cambiar el cultivo de yuca por café; en 1987 se celebró el primer festival de la trova “Salvo Ruíz” tomando un carácter más autóctono, para rescatar la identidad cultural y rendir homenaje a “Ñito” y “Salvo Ruíz”.
En el siglo XXI se retomaron como fiestas de “La Concordia y la Arriería” en la epifanía o puente de reyes magos. También el festival de la trova paisa, encuentros departamentales de danza tradicional y moderna, encuentro de bandas de música y la feria de café de altura.
Las fiestas patronales en honor a “Nuestra Señora de las Mercedes” se dan desde el 24 de septiembre de 1840, para la época la Parroquia tenía una imagen de tamaño natural con dos vestidos y corona dorada, adornada con piedras y el anda para las procesiones; la fiesta de “Corpus Christi” con la custodia bajo el palio y recorría cuatro altares elaborados en el marco de la plaza y las fiestas de la Virgen del Carmen el 16 de julio.
La práctica de las procesiones con las sagradas imágenes, comenzaron a efectuarse al poco tiempo de establecida la Parroquia de La Concordia y fueron donadas por vecinos. 
Al comenzar la década de 1860, ya se contaba con las imágenes necesarias para las procesiones de Semana Santa, entre ellas había una del Señor del Triunfo, con su correspondiente vestido, donada por Carlos Vélez Rivera; la de Nuestra señora de los Dolores, dotada de resplandor de plata y manto, donada por Matilde Quijano y muchas otras imágenes más. 

## Sitios de interés
- Salto de Magallo. Es uno de los atractivos más importante de Concordia, el cual hace parte del escudo del municipio. Es una cascada natural de 110 metros que forma la Quebrada Magallo, ubicada en la vía que de Concordia conduce a Bolombolo, en el morro Casagrande. La autoridad ambiental otorgó una licencia a una hidroeléctrica que opera en la zona del Salto hace más de 100 años. Antonio José Restrepo argumentaba, que la quebrada debía su nombre a su padre, pero su denominación es anterior al proceso de colonización en las montañas de “La Comiá”, como se puede constatar en los denuncios de minas efectuados en el último tercio del siglo XVIII, donde ya se registran las toponimias de Comiá, Farías, Yarumal, Amagallo y Barroso, presentando una variación fonética a “Magallo”.[35]

- Parque Ecológico "La Nitrera". Muy cerca del área urbana, a unos 15 minutos, en la parte alta de una montaña, se puede encontrar el parque, el cual es el embalse que surte el acueducto Municipal. Tiene una connotación ambiental y turística ya que en sus alrededores se puede encontrar una amplia zona destinada a bosques en los cuales se pueden encontrar senderos ecológicos (continuación de los antiguos caminos de herradura que pasaban por allí y que todavía se conservan en el lugar). Esta reserva ecológica es una zona de esparcimiento de carácter educativo- ambiental. El descubrimiento sorprende. En medio de hectáreas y hectáreas de cafetales, de un momento a otro aparece una riqueza natural envidiable. Es la microcuenca La Nitrera que, oculta entre las montañas y a minutos de la cabecera de Concordia, se presenta como un oasis ambiental y ecológico para el municipio.

- Quebrada “La Higuerona”. En la ruta Bolombolo - Santa fe de Antioquia, a varios kilómetros encontramos la quebrada Higuerona, sitió turístico, pero también de tradición y leyendas. Descubrir esté espectacular lugar hasta dónde dice la leyenda esta la cueva de Juan Vélez. Después de caminar se llega a una cueva formada por las rocas y una cascada que cae dentro de la cueva, lugar mágico de nuestro municipio, rememorando el relato se recuerda la culebra que hay que tocar y se convierte en un libro, pues bueno, lo bonito de los mitos es que se mantienen en el tiempo y la culebra si, allá está impávida vigilando y cumpliendo su misión.

- Rivera del Río Cauca. Ese Gran Cañón que se forma en su rivera habla de cultivos, tradiciones y una gran biodiversidad. A él desembocan innumerables quebradas que ambientan paisajes hermosos, “Magallo” y la más representativa es la llamada Quebrada de “La Higuerón”: la cual posee piedras de grandes proporciones que conforman cuevas y hermosos lagos (cuenta la historia que allí Juan Vélez tiene escondido el entierro encantado).

- Fuentes Sulfurosas de Las Ánimas y La Fotuta. Ubicadas a 10 kilómetros de la cabecera municipal, el atractivo de este sitio es el nacimiento de agua sulfurosa rica en minerales, las peñas y su vegetación.  El médico Manuel Uribe Ángel le encargó al químico francés M. Fissane que hiciera un examen cualitativo de esas aguas, resultando de tal análisis que la citada fuente contiene mono sulfuro de sodio, entre otras substancias de apreciable importancia. En concepto de Fissane, aunque esa fuente no contiene cloruros, es por lo demás muy parecida a las famosas aguas de Cauterets, en los Pirineos, conocidas en toda Europa por sus propiedades para el tratamiento de la tuberculosis y de las afecciones heréticas.

- Alto de la Cruz. Mirador natural en la parte alta de la cabecera municipal, desde donde se puede realizar una vista panorámica de gran parte del suroeste y occidente del Departamento.

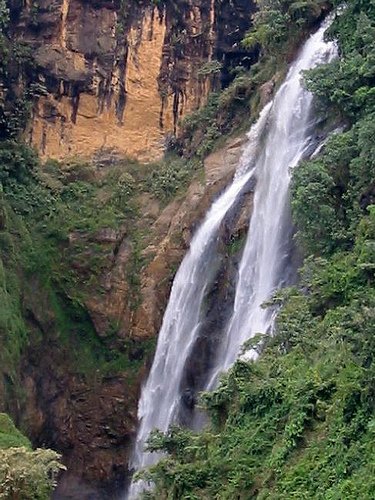
Salto de Magallo.